# NSU 2.0
El NSU 2.0 son un grupo radical que firmaron una serie de amenazas de muerte, que han estado enviando de forma anónima a destinatarios específicos por fax, correo electrónico, SMS o llamadas desde 2018. La firma alude al grupo terrorista de derecha Clandestinidad Nacionalsocialista (NSU, por sus siglas en alemán), que asesinó al menos a diez personas entre 2000 y 2007, nueve de ellas por motivos racistas. Según el Ministerio del Interior de Hesse, del 2 de agosto de 2018 al 18 de marzo de 2021, desconocidos enviaron al menos 133 cartas amenazantes con la firma "NSU 2.0" a 32 destinatarios diferentes y 60 instituciones en Alemania y Austria.

## Historia
Las primeras cartas amenazantes fueron descubiertas por la abogada de Frankfurt Seda Başay-Yıldız y a otros abogados que atendieron a víctimas en el juicio de NSU, luego a otros que estaban públicamente activos contra el racismo, el antisemitismo y las personas involucradas en la política, las artes, los medios de comunicación y el poder judicial para refugiados y migrantes. la mayoría de ellos mujeres. Muchas cartas amenazadoras contenían datos personales de los destinatarios que no eran de conocimiento público ni accesibles.
En al menos tres casos, estos datos se obtuvieron previamente de computadoras pertenecientes a la policía de Hessen, tres veces de la policía de Berlín y dos veces de la policía de Hamburgo. Durante la investigación, se descubrieron al menos 70 casos sospechosos dentro de las corporaciones policiacas. Las amenazas continuaron después de la suspensión de varios presuntos agentes de policía y, a menudo, estaban relacionadas personalidades y polémicas en curso. Se sospecha que la red de radicales esta dentro de la policía, quien es la creadora o la cómplice. Se asignan más correos electrónicos amenazantes al mismo complejo delictivo. Desde octubre de 2018 hasta abril de 2019, los extremistas de derecha enviaron un total de 107 correos electrónicos amenazantes y 87 amenazas de bomba a las autoridades judiciales y administrativas alemanas, los medios de comunicación, bajo varios nombres encubiertos, en su mayoría "NationalSozialistischeOffensive", pero también "NSU 2.0". "Wehrmacht", "Elysium" o "Staatsstreichorchester", políticos individuales y la cantante pop Helene Fischer.
Varias cartas fueron firmadas como “SS-Obersturmbannführer” de 2019 a 2020 está dirigida contra el artista de cabaret Idil Baydar. En la primavera de 2020, algunas amenazas de muerte firmadas con “Wolfzeit”, “Wolfszeit 2.0” o un símbolo de lobo afectaron principalmente a políticos que hacen campaña a favor de los refugiados. Los diversos remitentes a menudo se refieren explícitamente a ataques terroristas de derecha en los últimos años. En el curso de la investigación, se dieron a conocer miles de consultas de datos ilegales a las autoridades policiales alemanas, que anteriormente apenas habían sido controladas y sancionadas.

## Remitentes

### NSU 2.0
A mediados de marzo de 2021, la Oficina de Policía Criminal del Estado de Hesse (LKA) había registrado 133 cartas amenazadoras con la firma "NSU 2.0". 115 de ellos fueron rastreados hasta el mismo remitente, 18 a imitadores ("copycats"). Las amenazas se enviaron a 32 destinatarios diferentes y 60 instituciones en nueve estados federales y Austria. La mayoría de las cartas fueron enviadas a miembros de partidos políticos como Die Linke, Alianza 90/Los Verdes y activistas, por medios como cartas físicas, SMS, mensajes de correo electrónico y carteles amenazantes. La mayoría de los datos utilizados pueden provenir de fuentes disponibles públicamente, algunos de consultas en los sistemas de datos de las autoridades policiales. La mayoría de los datos utilizados pueden provenir de fuentes disponibles públicamente, algunas de consultas en los sistemas de datos de las autoridades policiales.
Las cartas contenían direcciones de registro, números de teléfonos móviles, nombres de niños, información sobre las condiciones de vida y carteles de timbres. Algunos de los detalles parecían como si el remitente o el remitente tuviera conocimiento de asuntos policiales internos. Además, las brutales amenazas fueron seguidas en su mayoría por amenazas hacia los investigadores aparentemente sin relación. Algunos correos que eran enviados por direcciones encriptadas por navegador Tor con proveedor suizo ProtonMail (en honor al criminal de guerra Rudolf Hess). El remitente usualmente fueron firmados con "NSU 2.0 Der Führer" siempre usando un insulto racista y la dirección @yandex.com como su dirección de correo electrónico. El proveedor Yandex tiene su sede en Rusia. El único perfil que se tenía del grupo era de un perpetrador tanto misógino como narcisista que había recopilado laboriosamente datos sobre sus víctimas y tenía habilidades técnicas, así como aliados que se habían conectado en la red oscura, intercambiado información y turnándose para redactar y enviar las amenazas.
Otros correos firmados como "Ofensiva Nacionalsocialista" (NSO) se remontan al extremista de derecha André M., los correos con la dirección de Yandex y la firma "NSU 2.0" se remontan a su círculo de seguidores. Se sospecha que al menos dos militantes de extrema derecha, son los remitentes de este grupo. Algunos de estos correos electrónicos contienen datos confidenciales de la policía y el poder judicial, y empezando las sospechas de infiltrados dentro de fuerzas oficiales. Un usuario de Darknet con el nombre de usuario "Wehrmacht" parece ser un conocedor y posiblemente distribuidor de esta información detallada. En respuesta a una solicitud a la dirección de correo electrónico “NSU 2.0” en Yandex, el periódico semanal Die Zeit recibió la siguiente respuesta: “Somos una asociación flexible de leales combatientes de élite que solo se reúnen en línea bajo un seudónimo. Nadie conoce a nadie personalmente ”. Cuántas personas estaban detrás de los correos electrónicos, él mismo“ no sabe exactamente ”. Las listas con información sobre los destinatarios de los correos electrónicos amenazantes se transmitían entre sí. 
Los correos electrónicos de soporte a menudo están firmados con varios nombres, además de "Wehrmacht", también "NSU 2.0", "Elysium" y "Los músicos de la Staatsstreichorchester". Los investigadores sospecharon más de un solo remitente experto en tecnología que fingió un colectivo. Las direcciones de correo electrónico con terminaciones como "@ hitler.rocks", "@ nuke.africa" o "@ getbackinthe.kitchen" se enviaron a través del servicio de correo electrónico "cock.li" operado por Vincent Canfield, de 25 años. , utiliza el servidor del proveedor de servicios de Internet "FlokiNet" (Kolja Weber) en Rumanía. Según Canfields desde octubre de 2019, su servicio había asignado la dirección “@ hitler.rocks” a 6.853 de más de 500.000 usuarios registrados. Algunos correos firmados con "NSU 2.0" tenían otros remitentes y, según los investigadores de Hesse, provenían de varios imitadores que a su vez amenazan a políticos, medios de comunicación, artistas y otras celebridades.

### SS-Obersturmbannführer
El 23 de noviembre de 2019, un remitente llamado "SS Obersturmbannführer", había enviado ocho amenazas de muerte al artista de cabaret Idil Baydar por correo electrónico, la más reciente la amenaza de que sería "asesinada a tiros". En 2020, el mismo remitente amenazó a Baydar durante meses a través de SMS, que envió de forma anónima. También usó la abreviatura "SS-Ostubaf", nombró a la madre de Baydar y la amenazó con dispararle.
Los datos personales de Baydar habían sido consultados sin autorización por una computadora en el cuarto recinto de la jefatura de policía en Wiesbaden en marzo de 2019. También Baydar denunció amenazas para ella y otras políticas y activistas de ascendencia árabe. Según Baydar, un mensaje de texto amenazador para ella aludía a un cartel tan reciente. Por lo tanto, supuso que el remitente estaba en Berlín en ese momento. La policía no había respondido a su consejo y no le dio nada sobre el estado de la investigación. Baydar sospechaba una conexión entre los correos electrónicos amenazantes y carteles amenazantes pegados en varias manifestaciones por extremistas durante 2017. Por lo tanto, Baydar supuso que el remitente estaba en Berlín en ese momento. La policía no respondió a esta información y no les dio ningún avance sobre el estado de la investigación.

### Ofensiva Nacional Socialista
Desde octubre de 2018 a abril de 2019, André M., que entonces tenía 32 años y varios antecedentes penales, envió 87 amenazas de bomba y 107 correos electrónicos de odio de extremistas de derecha en todo el país. En su mayoría, los firmó con la palabra comprimida "NationalSozialistischeOffensive" (abreviatura de Ofensiva Nacional Socialista). El sujeto amenazó varias oficinas y otros individuos en Berlín, amenazas de bomba a la estación principal de Lübeck, los tribunales de Flensburg, Koln, Magdeburgo, Múnich, Potsdam y los ayuntamientos de Augsburgo, Gotinga, Kaiserslautern, Neunkirchen y Rendsburg. Esto provocó numerosas operaciones policiales y evacuaciones de edificios. En ningún caso se encontraron explosivos.
La cantante pop Helene Fischer pidió a sus fanes en un concierto en septiembre de 2018 que se unieran a ella para hablar "contra la violencia, contra la xenofobia". Desde entonces, André M. le ha enviado amenazas de muerte y fantasías sádicas a ella, a los medios de comunicación y a una compañía de música. Envió más mensajes de odio a políticos, incluida la ministra de Justicia federal Katarina Barley (SPD), Martina Renner y otros miembros del Bundestag de izquierda, los Verdes y el FDP. Escribió los correos electrónicos en un lenguaje fanático, desigual y con errores de ortografía, alrededor del 26 de marzo de 2019 a varias administraciones de la ciudad: “Solo estarás hecho jirones, y esperamos que estés vivo y traumatizado por el resto de tu vida. Y esperamos que broten muchas lágrimas de sus familias ”. También obtuvo numerosos archivos en Internet para la fabricación de explosivos y la construcción de armas. El 12 de enero de 2019, "NSO" le escribió al organizador de un festival en Berlín que la cantante Helene Fischer estaba "en una lista de una nueva organización terrorista de derecha compuesta por varios pequeños grupos pertenecientes a la red Blood & Honour. Le pidió a Helene Fischer que dejara de cantar canciones alemanas, de lo contrario la gente moriría. Según el testimonio de Martina Renner, ella mencionó a la cantante de los frecuentes correos electrónicos amenazadores que le enviaron, pero sin datos personales de las computadoras de la policía de Hesse, pero con amenazas por su ascendencia eslava. Algunos de estos correos electrónicos vincularon amenazas de violencia con enormes demandas de dinero de Bitcoin y vincularon un video en el que niños son abusados y torturados. El Rote Flora en Hamburgo también recibió una de las muchas amenazas de bomba de "NSO". A menudo hablaban de explosivos ocultos, activados teléfono celular y escenarios con cadáveres decorados. Al mismo tiempo, "NSO" publicó llamados a la violencia en la Darknet.

### Wehrmacht
En octubre del 2018, Andre M. estuvo activo bajo el nombre de usuario “Stahlgewitter” en varios foros en la darknet En diciembre de 2018, se discutieron allí informes de los medios sobre los correos electrónicos amenazantes a Seda Başay-Yıldız. En marzo de 2019, la "Wehrmacht" supuestamente le escribió a André M: "Somos una fuerza superior a la que no podrán vencer porque son técnicamente incapaces de hacerlo. Pero es bueno saber que la seguridad del estado ahora está investigando, les deseo mucha diversión a los aficionados".
Los remitentes de estos correos combinan runas SS con pornografía infantil y exigen grandes sumas de dinero en la moneda criptográfica Bitcoin. Parecen conocedores de la tecnología y, a menudo, firman con varios nombres, incluidos "NSU 2.0", "Elysium" y "Die Musik des Staatsstreichorchester".

### Orquesta golpista
Desde 2018 hasta finales de abril de 2020, muchos políticos, editores, periodistas y antifascistas comprometidos recibieron correos electrónicos de amenaza y chantaje con la firma “los músicos de la Staatsstreichorchester”. El autor insultó a los destinatarios, los amenazó de muerte y fingió ser parte de una red terrorista de derecha que planeaba un golpe. A fines de junio de 2019, este remitente anónimo había enviado más de 200 correos electrónicos amenazantes en todo el país, principalmente a políticos. Este destinatario había tenido un acercamiento con el arrestado Andre M.
Después del arresto de Andres M, el destinatario ha estado exigiendo “inmunidad” para su “empleado” a políticos y periodistas. Llamó a André M. por su apellido completo; esto por “no tomar las precauciones de seguridad necesarias”. Sin embargo, su arresto "no impresionó en absoluto". Amenazó con nuevos actos de terrorismo. El 19 de junio de 2019, la “Staatsstreichorchester” amenazó a la alcaldesa de Koln Henriette Reker y al alcalde Andreas Hollstein con asesinarlos. Ambos apenas habían sobrevivido a un intento de asesinato de extremistas. El correo del mismo nombre hablaba de "dispararles en el cuello" contra familiares, amigos y otros políticos, y de la "extinción" final de la vida judía y musulmana: "Y les harás mejor compañía cuando mueran". los remitentes exigieron dinero: "Le daremos tiempo para enviarnos los 100.000.000 € requeridos en Bitcoin a más tardar el 31 de agosto de 2019". De lo contrario, su vida terminará en 2020. Finalmente el saludo "Sieg Heil und Heil Hitler!".
Los escenarios de asesinatos extensos, la glorificación abierta de los nazis y los intentos de chantaje son características de esta serie de amenazas. Con los correos electrónicos enviados a Reker y Hollstein a más tardar, quedó claro que varios perpetradores estaban uniendo fuerzas. El fiscal de Berlín se hizo cargo de la investigación porque la mayoría de los destinatarios vivían allí. Debido al diferente estilo de lenguaje, los investigadores sospechan de un grupo diferente de autores que en el caso de "NSU 2.0", "Wehrmacht" o "NSO", cuyos textos de correo electrónico eran a menudo vulgares, breves y con faltas de ortografía. Andreas Hollstein se refirió a nuevas amenazas de muerte a los ayuntamientos y los gobiernos locales. Él ve al Mailhetzer como el "espiritualmente responsable" de los verdaderos intentos de asesinato a los que él y otros políticos estuvieron expuestos. La oficina de Henriette Reker también recibió este tipo de correo amenazador y de odio todas las semanas. El 15 de junio de 2019, tras la detención de Stephan Ernst, el presunto asesino de Walter Lübcke, Reker enfatizó: “Cuanto más se ataca nuestra diversidad, más tenemos que defenderla. No nos rendiremos ni una pulgada ".

### Wolfszeit 2.0
El 5 de marzo de 2020, la oficina del distrito electoral de Katina Schubert, presidenta del Partido de la Izquierda en Berlín, recibió una amenaza de muerte por correo electrónico titulada “Wolfszeit 2.0”. Dijo que la "apuñalarían" porque "hace campaña por solicitantes de asilo sucios". Era la tercera amenaza de muerte de este tipo para ella. Schubert presentó una denuncia penal y enfatizó que no se dejaría intimidar, pero que no podía simplemente ignorar las amenazas después de todos los ataques terroristas de derecha. A principios de marzo de 2020, un remitente con el símbolo del lobo escribió al político Erik Marquardt: “Te encontraremos, te mataremos. ¡Sal de allí con tus ayudantes de Grecia!”
Según un portavoz de la Policía de Berlín, estos correos electrónicos son lingüísticamente y en términos de contenido similares a los de “Staatsstreichorchester”, “Wehrmacht” o “NSO”. Se había creado un grupo de investigación especial en la seguridad del estado. Se sospecha una conexión con una serie inexplicable de ataques extremistas neonazis en el área metropolitana de Berlín. Esta serie de amenazas fue dirigida contra políticos y periodistas. La firma "Ist Wolfzeit" aparentemente se refería a los títulos de libros del mismo nombre y la película "El tiempo del lobo" del 2003 (Wolfzeit),una película apocalíptica. Esta película ha sido la favorita de terroristas de derecha se ven a sí mismos como un "lobos solitarios".

## Destinatarios

### Seda Başay-Yıldız
La Abogada Seda Başay-Yıldız se fue la primera personalidad en ser amenazada de este medio, siendo amenazada. El 20 de diciembre de 2018 recibió la segunda carta amenazante firmada “NSU 2.0”. Por razones de seguridad, no se anunció hasta el 14 de enero de 2019, en la carta venían amenazas de muerte para ella y su familia. En enero de 2019, Başay-Yıldız recibió dos cartas amenazantes más con abusos racistas similares contra ella y su familia, aparentemente del mismo remitente. Sin embargo, una carta se firmó con un nombre y apellido, no "NSU 2.0". El hombre de este nombre es un conocido entrenador de policía en Hessen, el cual después de ser investigado se supo que su nombre había sido usado de manera maliciosa y no tenía relación con las amenazas. El 4 de febrero de 2019, el abogado y la jefatura de policía de Frankfurt recibieron un fax amenazante idéntico que se envió a través de la misma conexión imposible de rastrear que el anterior.
El 5 de junio de 2019, tres días después del asesinato de Walter Lübcke, Başay-Yıldız recibió la sexta carta amenazante. Estaba firmado con "NSU 2.0" y "Prinz Eugen SSOSTUBAF". Esto probablemente abrevia SS-Obersturmbannführer y alude a la 7.ª División de Montaña SS Prinz Eugen, que había cometido muchos crímenes de guerra durante la Segunda Guerra Mundial. A finales de junio de 2019, Seda Başay-Yıldız recibió más faxes amenazantes firmados con "NSU 2.0". La Fiscalía Estatal y Federal también recibieron correos electrónicos amenazantes firmados de esta manera, cada uno con referencia a sus investigaciones en curso, de la LKA sobre el caso "NSU 2.0" y del Fiscal Federal sobre el asesinato de Walter Lübcke.
El 10 de julio de 2019, la abogada recibió otro fax amenazador de Darknet, siendo firmada con la frase “¡Sieg Heil und Heil Hitler! Atentamente, Los músicos de la Staatsstreichorchester ”. Según informes de julio de 2020, Seda Başay-Yıldız recibió más de una docena de correos electrónicos amenazadores del mismo remitente, más hasta el 3 de septiembre de 2020. El correo a otros destinatarios mostró que el remitente o remitente también había estado al menos desde junio de 2020 conocía la nueva dirección de su casa, siguiendo acosando a la abogada y su familia. El 19 de febrero de 2021, la abogada recibió el último correo amenazante por parte de "NSU 2.0", mencionando que su nueva dirección bloqueada fue publicada en un foro extremista en la Darknet. Debido a este "nuevo nivel de escalada" ella esperaba "que en algún momento un bicho raro aparezca frente a mi puerta".

### Otros abogados defensores
El 18 de diciembre de 2018, varios abogados defensores, incluido otro ex abogado de víctimas de los asesinatos de NSU, así como autoridades investigadoras y medios de comunicación y periodistas recibieron un correo amenazador firmado "NSU 2.0". No quedó claro si procedía del mismo remitente que Başay-Yıldız o de un imitador. El remitente se autodenominó "Wehrmacht", exigió, entre otras cosas, diez millones de euros en la moneda de la red Bitcoin y amenazó con asesinar a niños y funcionarios. Ya había amenazado a abogados defensores penales de personas con antecedentes migratorios en varias ocasiones. En 2019, se envió un correo amenazador de este tipo a un abogado defensor de Múnich y a un columnista de Berlín que deseaba permanecer en el anonimato.
El abogado Mehmet Daimagüler de Siegburg, que había representado a los miembros de las víctimas en el juicio de NSU, interpretó las recuperaciones de datos y los correos electrónicos amenazantes a su colega Seda Başay-Yıldız en diciembre de 2019 como resultado de “que el problema de NSU está marcado en política y que no hay un gran debate sobre el racismo institucional ”. En los meses siguientes más abogados anunciaron que recibieron amenazas en correos electrónicos o cartas escritas.

### Personalidades culturales
El 13 de abril de 2019, la gerente general Shermin Langhoff recibió un correo electrónico de un "escuadrón de represalias de NSU" con una amenaza de muerte para todos los actores en el Teatro Maxim Gorki de Berlín, que ella dirigió. El remitente anunció venganza por una acción con la que el Centro de Belleza Política había protestado contra un discurso de un político de Alternativa para Alemania. La artista de cabaret Idil Baydar aborda el tema del racismo contra los migrantes en su programa de cabaret y también es políticamente activa. Ha estado expuesta a amenazas muchas veces y trabaja con seguridad personal. Recibió un total de ocho amenazas de muerte por correo electrónico en 2019 y más por mensaje de texto en 2020.
Entre el 21 y 23 de julio de 2020, el actor Gökdeniz Özcetin recibió una amenaza de muerte con el remitente "NSU 2.0" a través de Darknet. Özcetin participó en una protesta contra las marchas de neofascistas en Kandel en 2017, además de ser atacado y herido por un extremista en el viaje en tren. El perpetrador fue condenado a una multa el 24 de julio de 2020. Pero desde 2017, Özcetin ha sido amenazado repetidamente por extremistas de derecha. En ese contexto, clasificó las nuevas amenazas de muerte.

### Personajes políticos
El 15 y 22 de febrero de 2020, Janine Wissler, líder del grupo parlamentario de izquierda en el estado de Hesse, recibió dos amenazas firmadas con "NSU 2.0". Se reunió con Seda Başay-Yıldız a fines de enero de 2020. El remitente reprendió a Wissler y la amenazó con un "día X" en el que la policía no la protegería. Subrayó la amenaza con datos personales, no disponibles públicamente, de Wissler. Además, presuntamente alegó conocimiento interno e insultó a algunos funcionarios de un grupo de reconocimiento interno sobre incidentes de extrema derecha en la policía de Hesse. Usó los saludos nazis "Sieg Heil" y "Heil Hitler". Antes de este incidente se sabía que los datos Wissler habían sido buscados desde un equipo de computo desde una comisaría de policía de Bremen.
El 10 de julio de 2020, "NSU 2.0" también amenazó al primer ministro de Hesse, Volker Bouffier, y al ministro del Interior, Peter Beuth. Martina Renner, miembro del Bundestag y co-demandante en la causa penal contra André M., había recibido doce correos electrónicos amenazantes con la firma “NationalSozialistischeOffensive” y otros con la firma “NSU 2.0”, “Wehrmacht” o “Staatsstreichorchester”. El 21 de abril de 2020, el primer día del juicio ante el tribunal de distrito de Berlín, recibió otro correo amenazador de "NSU 2.0". Anne Helm, líder del Partido de la Izquierda en la Cámara de Representantes de Berlín, ha recibido varios correos electrónicos amenazantes “NSU 2.0” en breves intervalos desde el 5 de julio de 2020. Hasta el 10 de julio de 2020, Martina Renner y Anne Helm recibieron más amenazas de muerte con información personal, públicamente desconocida y difícilmente investigable. Renner habló de un fracaso total del servicio de seguridad de Hessen y del ministro del Interior, que se había ocupado del caso demasiado tarde. Los oficiales de policía continuaron con las investigaciones para ver sí algunos mensajes fueron enviados desde instalaciones policiales.
El 14 de julio de 2020, la miembro del Bundestag Helin Evrim Sommer (Die Linke Berlin) recibió una amenaza de muerte similar por correo electrónico, que, según su portavoz de prensa, estaba firmada "AFD". Ella también había sido objeto de intimidación por parte de la derecha en varias ocasiones. Su nombre y el de su marido también están en la lista de enemigos de los neonazis de Neukölln desde 2010.
En la noche del 20 de julio de 2020, la concejal de la ciudad de Frankfurt Jutta Ditfurth recibió un correo de amenaza firmado como "NSU". Según ella, esto contenía insultos antisemitas muy violentos e información desconocida de su vida privada. El autor anónimo la insulta como "enemiga de Alemania", "Judensau" y como "vergüenza para su familia aria". El correo electrónico muestra la misoginia profundamente arraigada que es común en los círculos fascistas y de derecha, pero a diferencia de otros correos electrónicos amenazantes, está escrito en gran parte en un tono notablemente frío. Contiene una mezcla de denuncias y abusos, así como algunas referencias a su familia y su dirección: "Alguien debe haber visto lo que escribo durante mucho tiempo", afirmó. Su casa había sido incendiada dos veces. Ella encuentra “muy extraño que las grandes corporaciones documenten con mucha precisión todas las faltas de navegación de sus empleados durante las horas de trabajo, mientras que la policía de Hesse no logra investigar dentro de sus propias filas. Ese mismo día fueron amenazados por primera vez, el secretario de Estado de Berlín, Sawsan Chebli y varios políticos del Bundestag, así como el periodista Deniz Yücel y el publicista Michel Friedman. Fueron insultados como “inmundicia humana” y amenazados colectivamente: “Todos sabemos exactamente dónde vives. Los mataremos a todos ". A pesar de haber denunciado la amenaza, varios de los afectados no confiaban en que la policía de Hesse pudiera o quisiera resolver el asunto.
El 22 de julio de 2020, cuatro políticos de Alianza 90 recibieron un correo amenazador incluyendo a Belit Onay, el alcalde de Hannover y Anton Hofreiter, el líder de los Verdes en el Bundestag. El remitente amenazó con matarla y firmó con "Heil Hitler", "The National Socialist Underground 2.0" y "NSU 2.0". Los Verdes presentaron una denuncia penal. Onay declaró: “Las amenazas y la intimidación se están volviendo insoportables. Tenemos que estar alarmados porque la incitación verbal a la violencia siempre va seguida de actos de violencia ". Los remitentes de los correos electrónicos amenazantes del 20 al 23 de julio de 2020 afirmaron conocer el paradero de los amenazados. También se ha espiado a sus familiares y amigos. Los autores mostraron simpatía por criminales nazis como Heinrich Himmler, Rudolf Hess o por el príncipe Eugenio de Saboya, que había derrotado a las tropas turcas hace 300 años. A pesar de la firma idéntica "NSU 2.0", se sospechaba de imitadores aquí debido a otras características.
El 23 de julio de 2020, los miembros del Bundestag de partidos de izquierda Amira Mohamed Ali, Sevim Dagdelen y Gökay Akbulut, así como miembros anónimos de los Verdes y nuevamente su líder de grupo parlamentario Anton Hofreiter recibieron correos electrónicos amenazantes con el remitente "NSU 2.0". Inicialmente, ningún destinatario comentaba el contenido, pero todos estaban en contacto con la Oficina Federal de Policía Criminal (BKA). El 29 de julio de 2020, la presidenta del Partido Socialdemócrata de Alemania (SPD por sus siglas en alemán), Saskia Esken, anunció que había recibido una amenaza de muerte de "NSU 2.0". El contenido es indescriptiblemente espantoso. Ha mostrado el correo, pero no espera que la investigación tenga éxito. No se siente amenazada personalmente, pero le preocupa la situación de amenaza de los extremistas de derecha en la sociedad". A principios de septiembre de 2020, Janine Wissler, Martina Renner, Idil Baydar y varios destinatarios de la policía, el poder judicial y los medios de comunicación recibieron nuevamente varios correos electrónicos amenazantes de la dirección de Yandex de "NSU 2.0".
En febrero de 2021, Anne Huebner, líder del partido del SPD en el ayuntamiento de Múnich, recibió dos amenazas de muerte de "NSU 2.0", firmadas con "Heil Hitler" y enviadas desde una dirección de correo electrónico cifrada. La policía sospechó de un imitador y suspendió el proceso hasta mayo de 2021 sin resultado. El día de las elecciones locales en Hesse en 2021 (14 de marzo), Nico Wehnemann, candidato de Frankfurt por el partido El Partido, recibió una amenaza de muerte con la firma "NSU 2.0" y "Der Führer". Wehnemann y el presidente de la Asociación Estatal de Hesse presentaron cargos penales. El 22 de mayo de 2021, la presidenta estatal del SPD de Hesse, Nancy Faeser,(quien realizaba campaña contra el extremismo de derecha y el antisemitismo), recibió una carta firmada “NSU 2.0”. Una empleada de la oficina de su circunscripción abrió el sobre, encontró un polvo blanco en él y alertó a la policía. El polvo resultó ser inofensivo. La seguridad del Estado inició investigaciones. El 4 de junio de 2021, Faeser recibió otra carta amenazante firmada "NSU 2.0" a la oficina de su circunscripción. La carta también contenía el símbolo internacional de riesgo biológico.
El 25 de mayo de 2021, la oficina del distrito electoral de Martina Renner recibió tres cartas amenazadoras de un remitente idéntico. El primero se llenó con un polvo blanco, tras lo cual se evacuó la oficina. El segundo contenía referencias a "NSU 2.0" y la advertencia de Renner desde principios de mes de que no había razón para dar el visto bueno después de que un sospechoso fue arrestado. El tercero contenía insultos sexistas y una foto del autor Hengameh Yaghoobifarah, quien también había recibido cartas amenazadoras. Hasta el momento, las autoridades no han descartado a uno o más imitadores en estos últimos, después de haber comparado gramaticalmente la primera serie original de amenazas.

### Periodistas y personas de medios de comunicación
La periodista Hengameh Yaghoobifarah a menudo ha sido amenazada masivamente desde su columna "¡Alemanes, abajo!", informo la agencia TAZ. Tu dirección ha sido fultrada. El Basler Zeitung y el portal de propaganda PI-News se dirigieron nuevamente a su columna en agosto de 2018. El 17 y 22 de agosto de 2018, un hombre desconocido llamó al equipo editorial de taz, fingió ser un oficial de policía en un recinto en Berlín-Wedding y pidió los datos de contacto privados de Yaghoobifarah. Sin embargo, ella no tuvo contacto con esa comisaría. Cuando el editor en jefe le pidió sus datos de contacto por segunda vez, terminó la conversación con la amenaza: “Su colega tiene mucho más por vivir”. El taz inicialmente asignó estas llamadas a la serie anterior de amenazas.
El 8 de octubre de 2019, "NSU 2.0" escribió desde la dirección rusa "yandex.com" a la agencia de noticias taz a través del formulario de carta del lector, insultando a su editor en jefe adjunto como una "plaga para la  gente" y mencionó que había "le instruyó correctamente por teléfono hace meses" que Yaghoobifarah debería callarse. También dio la dirección anterior de Seda Başay-Yıldız, que también estaba en el primer fax amenazador que le envió. El 23 de junio de 2020, los editores de taz recibieron cinco mensajes más de la misma dirección de Yandex con el asunto "Hengameh Yaghoobifarah", esta vez con "SS-Obersturmbannführer" como remitente y la firma "Der Führer des NSU 2.0". Contenía insultos sexistas y homófobas. Los correos electrónicos siempre se escribían desde la perspectiva de la primera persona, teniendo el mismo formato, se adaptaban individualmente al destinatario o la situación respectivas y cometían el mismo error de ortografía varias veces en algunas palabras. Los mensajes contenían varias referencias cruzadas internas entre sí. La agencia noticiosa tomo acciones legales contra los mensajes.
En la noche del 14 de julio de 2020, el personal editorial del programa de entrevistas ZDF recibió un correo electrónico firmado con "NSU 2.0" de Maybrit Illner. En la carta se amenazaba a seis artistas y periodistas femeninas, mencionando que el remitente se adjudicó varias amenazas en los últimos meses. El 18 de julio de 2020, "NSU 2.0" envió un correo amenazador a la dirección del nuevo presidente de la policía estatal Roland Ullmann y una amplia lista de distribución, incluido el primer ministro Volker Bouffier, la LKA, el fiscal de Frankfurt, el investigador especial Hanspeter Mener, la sede federal de la CDU, algunos medios de información y otras 15 personas.
Un exguardia de un campo de concentración de 100 años debía ser acusado ante el tribunal regional de Neuruppin, y un ex secretario de un campo de concentración nacionalsocialista de 95 años debía ser acusado ante el tribunal regional de Itzehoe. A fines de febrero de 2021, el mismo día, "NSU 2.0" envió a ambos tribunales una amenaza de bomba. Al día siguiente, el semanario “Jüdische Allgemeine” y políticos no identificados recibieron más correos electrónicos amenazantes de “NSU 2.0”.

### Aiman Mazyek y Josef Schuster
El 11 de enero de 2019, "NSU 2.0" envió a Aiman Mazyek (líder del Consejo Central de Musulmanes en Alemania) y Josef Schuster (líder del Consejo Central de Judíos en Alemania) un correo idéntico amenazador con fantasías de asesinato. El asunto decía "Llamado a la aniquilación de Josef Schuster y Aiman Mazyek". El 21 de julio de 2020, Josef Schuster recibió un segundo correo electrónico, firmado con "NSU 2.0". También contenía consignas de asesinato, pero tenía un nombre diferente en el campo del remitente.
Aiman Mazyek recibió dos amenazas de muerte más, firmadas con "Heil Hitler Dein NSU 2.0". El tercero se produjo el 22 de julio de 2020. Lo amenazó con gasearlo y desmembrar a su familia. Mazyek dijo que era un "crimen cobarde", pero que alentó su compromiso contra todas las formas de racismo. En ningún caso se dejará obstaculizar en su trabajo por tales "diatribas racistas y destructoras de la democracia". Las investigaciones mostraron que el remitente tuvo acceso a datos oficiales.

### Escuela Walter Lübcke Wolfhagen
El 29 de enero de 2021, un día después del fallo judicial contra el asesino extremista de derecha de Walter Lübcke y su cómplice, la Escuela Walter Lübcke de Wolfhagen recibió una amenaza de bomba con el remitente "NSU 2.0". Había elegido la fecha y el destinatario de su correo de amenaza debido a la sentencia del día anterior. La escuela recibió su nombre en el verano de 2020 para conmemorar el compromiso de Lübcke con la democracia y los refugiados. Antes del veredicto, los alumnos de esta escuela habían realizado una vigilia en el Tribunal Regional Superior de Frankfurt y pidieron un enjuiciamiento penal más severo de la violencia de extrema derecha. Como resultado de la amenaza, se instaló videovigilancia en la escuela.